# Кукуми
Кукуми (алб. Kukumi) српско-хрватски је драмски филм из 2005. године на албанском језику, у режији Исе Ћосје, по сценарију Ћосје и Мехмета Краје. Главне улоге глуме Љуан Јаха, Аниса Исмаили и Донат Ћосја. Приказан је 30. септембра 2005. године.

## Радња
По завршетку рата на Косову и Метохији, Уједињене нације ослобађају Кукума, Мару и Хасана из психијатријске болнице у којој су били неколико година. Не знајући шта даље, кренули су преко послератног Косова и Метохије на пут у село Хасановог брата. Међутим, становници села их не прихватају, те су принуђени да се сместе у напуштену зграду.

## Улоге
| Глумац          | Улога      |
| --------------- | ---------- |
| Аниса Исмали    | Мара       |
| Љуан Јаха       | Кукум      |
| Донат Ћосја     | Хасан      |
| Шкумбин Истрефи | Гафури     |
| Илка Гаши       | Зарифја    |
| Астрит Кабаши   | хулиган    |
| Исмет Аземи     | кандидат   |
| Армонд Морина   | продавац   |
| Бислим Мучај    | пацијент   |
| Илир Реџепи     | обезбеђење |
| Едон Ризваноли  | пацијент   |
| Фатмир Спахију  | чувар      |